# ひらしま (掃海艇)
ひらしま（ローマ字：JS Hirashima, MSC-601）は、海上自衛隊の掃海艇。ひらしま型掃海艇の1番艇。艇名は平島に由来する。旧海軍平島型敷設艇「平島」に次いで日本の艦艇としては2代目。
掃海艇「くろしま」に続く艦番号（693）が予定されていたが、600番台の残りが少ないことから、新型艇の登場を機に変更された。

## 艦歴

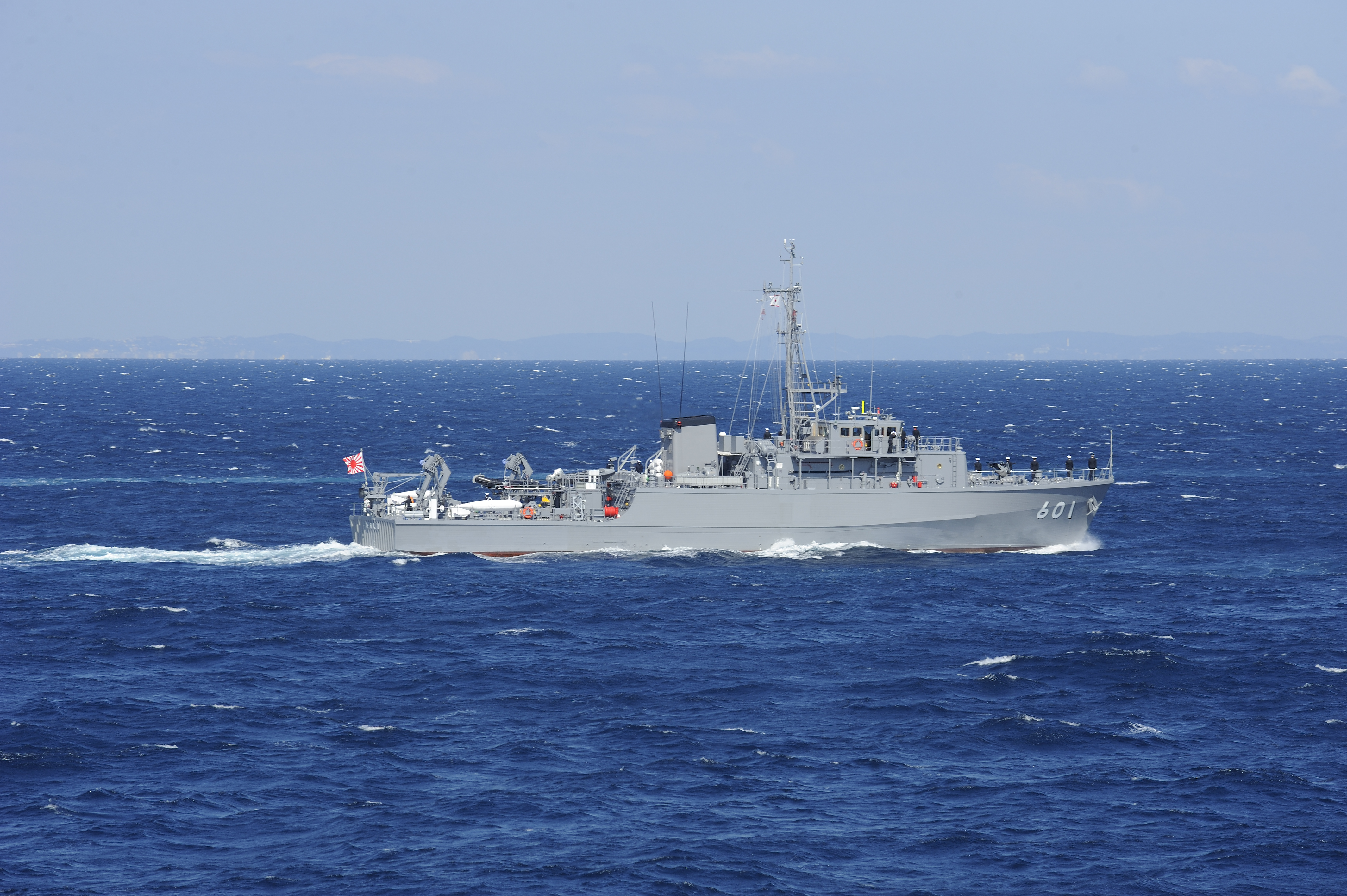
平成24年度観艦式予行における「ひらしま」

「ひらしま」は、平成16年度計画掃海艇393号艇として、USC京浜事業所で2005年5月17日に起工され、2006年9月27日に進水、2008年3月11日に就役し、掃海隊群第2掃海隊に編入され佐世保に配備された。
2009年12月8日、長崎県沖で墜落した第22航空隊SH-60Jヘリの捜索に参加。
2011年3月11日、発生した東日本大震災の災害派遣に参加。
同年7月14日から7月26日、陸奥湾での掃海特別訓練に参加。
2012年2月1日から2月8日、伊勢湾での平成23年度対機雷戦訓練に参加。
同年10月14日、相模湾での平成24年度自衛隊観艦式に参加。
同年11月17日から11月30日、日向灘での機雷掃海訓練に参加。
2014年2月1日から2月8日、伊勢湾での平成25年度機雷戦訓練に参加。
2015年10月15日、相模湾での平成27年度自衛隊観艦式に参加。
2016年2月1日から2月10日、伊勢湾での平成27年度機雷戦訓練に参加。
2018年7月18日から7月30日、陸奥湾での機雷戦訓練及び日米印共同掃海特別訓練に参加。
2021年7月4日14時頃、沖縄本島の南東約150 kmの海域を北西進するロシア海軍のスラバ級ミサイル巡洋艦1隻、ウダロイI級駆逐艦2隻、ステレグシチー級フリゲート3隻、マルシャル・ネデリン級ミサイル観測支援艦1隻の、合計7隻で編成された艦隊を発見した。その後、当該艦隊が沖縄本島と宮古島の間の海域を北上した後、対馬海峡を北東進して日本海に出たことを確認するまでの間、海上自衛隊第46掃海隊「ししじま」、第3ミサイル艇隊「しらたか」、第1航空群所属のP-1哨戒機、第5航空群所属のP-3C哨戒機と共に所要の情報収集・警戒監視を行った。
2021年11月3日、東シナ海において護衛艦「いせ」、「はるさめ」、「あさひ」、ミサイル艇「おおたか」、掃海艇「やくしま」、「たかしま」とともに米海軍強襲揚陸艦「アメリカ」と日米共同訓練を実施した。
2023年2月27日から3月12日にかけて、輸送艦「おおすみ」、掃海艇「やくしま」とともに広島湾及び九州西方から沖縄周辺の訓練海空域において実施される日米共同訓練に参加した。米海軍からは強襲揚陸艦「アメリカ」、ドック型揚陸艦「アシュランド」、ドック型輸送揚陸艦「グリーンベイ」等が参加し、クロスデッキ、船舶誘導訓練、捜索救難訓練、立入検査訓練、PHOTOEX等を実施した。
2024年10月22日から10月23日にかけて、ロシア海軍ウダロイⅠ級駆逐艦2隻（艦番号「548」および「564」）およびボリス・チリキン級補給艦1隻の警戒監視・情報収集を行い、これらの艦艇が対馬海峡を北東進し、日本海へ向けて航行したことを確認した。
2025年3月15日午後6時半頃、佐賀県唐津市沖を航行中に乗員が機械室内にあるエンジンの排気管付近から出火しているのを発見した。消火活動にあたり、約1時間後に鎮火した。乗員約45人にけがはなく、油の流出もなかった。翌16日午前7時40分頃に自力で佐世保港に帰港した。